# Santísimo Cristo de Jamila
El Santísimo Cristo de Jamila o Cristo de Jamila es una imagen escultórica religiosa que representa a Jesús de Nazaret crucificado y muerto en la Cruz. Es la imagen titular de la Muy Ilustre y Real Cofradía del Santísimo Cristo de Jamila y es venerado en el pueblo de Villanueva de los Infantes (Ciudad Real), en la Ermita del Calvario, que se encuentra en el Paseo de la Constitución de dicha localidad.
La talla, de estilo naturalista y sobrio, muestra a Cristo tras entregar su vida, clavado de pies y manos por tres clavos en una cruz arbórea redonda, con el costado atravesado por la lanza de Longinos, con corona de espinas y rematando la imagen con las tres potencias, símbolo representativo de su naturaleza divina –de su omnisciencia, omnipotencia y omnipresencia– y de las tres dimensiones del alma humana: memoria, entendimiento  y voluntad.
Esta advocación cristífera es venerada por la Iglesia Católica. Desde un punto de vista teológico, la imagen representa a Dios hecho hombre que entrega su vida para la redención del mundo. Es una representación escultórica visual de la imagen histórica y humana del Cordero de Dios que ha sido sacrificado y ha muerto en la cruz para expiar nuestros pecados y redimir con su sacrificio al genero humano, tal y como enseña el Catecismo de la Iglesia.
Celebra su festividad el 14 de septiembre, día en que se conmemora la Exaltación de la Santa Cruz, y realiza su salida procesional de penitencia (Estación de penitencia) cada Viernes Santo por las calles del pueblo infanteño, acompañados por los Nazareno y hermanos de su cofradía, en un paso que escenifica el Monte Calvario en el que aparece Cristo crucificado junto a los dos ladrones: San Dimas (Buen Ladrón)  y Gestas, tal y como se relata en los Santos Evangelios .
El trono sobre el que procesiona es obra de los tallistas cordobeses Antonio Rubio Moreno y Rafael Toscano, de aire renacentista, y porta en su delantera el escudo de armas de D. Juan Carlos I de España, Hermano Mayor Honorario de la Cofradía.

## Muy Ilustre y Real Cofradía del Santo Cristo de Jamila
El Santísimo Cristo de Jamila es venerado por la Muy Ilustre y Real Cofradía del Santo Cristo de Jamila, que es una Hermandad de piedad popular y Cofradía de Nazarenos integrante de la Iglesia Católica. La Cofradía nace en la época de la posguerra, cuando un grupo de fieles y devotos del Santo Cristo de Jamila se reúnen para formar una Cofradía en torno a esta sagrada imagen.
El acta más antigua de la Cofradía (el acta fundacional) se fechó el 5 de marzo de 1944, momento en el que, durante una sesión extraordinaria, se aprobó tanto el Reglamento que la regiría como sus distintivos.
Actualmente, continúa su lavor de evangelización y caridad. Desarrolla su Procesión de Penitencia el Viernes Santo con cinco pasos que representan:
- La Exaltación de Cristo en la Santa Cruz,
- El Calvario,
- La Lanzada,
- El Descendimiento, y
- Nuestra Señora del Calvario (Titular Mariana de la Cofradía).